# レソトの軍事
レソトの軍事（レソトのぐんじ）について解説する。
治安部隊は、レソト国防軍（レソトこくぼうぐん、LDF）とレソト騎馬警察隊(LMPS)から成る。LDFは、軍と航空団、新設された準軍事組織から成る。LDFは国防省を通して首相に責任がある一方、レソト騎馬警察隊は内務相が責任を負う。国家安全保障サービス（情報部）があり、首相が直接責任を負う。警察と軍の関係は緊張しており、1997年に軍は深刻化した警察暴動を鎮圧するように命じられた。

## レソト軍の編成
- 7個歩兵中隊
- 1個支援中隊（81mm迫撃砲）
- 1個装甲偵察中隊（AML-90、RAM-2V、RBY MK-II装甲車、Shorland）
- 1個砲兵中隊（L118 105mm榴弾砲）
- 1個兵站支援グループ

## レソト軍の装備品一覧

### 歩兵火器
- ベレッタAR70/90  イタリア
- IMI_ガリル  イスラエル
- M16  アメリカ合衆国
- FN_MAG  ベルギー
- 短機関銃
- 7.62mm機関銃
- ブレン軽機関銃 Mk-III  イギリス

### 装甲車両
- T-55MBT（x 1） ロシア
- AML-90 4x4,90mm ARV (x 10)  フランス
- Ramta RAM-2-V 4x4 APC (x 6)  イスラエル
- Ramta RBY Mk-II 4x4 APC (x 10)  イスラエル
- Shorland S-52 4x4 APC (x 8)  イギリス

### 火砲
- M40 106mm無反動砲 (x 6)  アメリカ合衆国
- RPG-7  ロシア
- L118_105mm榴弾砲 (x 2)  イギリス
- L16_81mm_迫撃砲 (x 10)  イギリス

### 輸送機
- CASA_C-212 300型/400型 (x 6)
- GippsAero GA8 Airvan (x 1)

### 輸送ヘリコプター
- ベル_412 EP/SP Twin Huey (x 3)
- MBB_Bo_105 LSA-3 (x 2)
- ベル_206 (x 1)

## データ
- 軍事部門 - レソト国防軍（LDF;軍と航空団を含む）、レソト騎馬警察隊
- 軍事力
有効人数
男性年齢15-49歳：526,332人（2002年推計）
兵役に適合する人数
男性年齢15-49歳：283,203人（2002年推計）
- 軍事予算
アメリカドル換算 3400万ドル(1999年)
GDPに占める割合 NA%
- 注釈 - 1999年にレソト政府は政治問題に介入したレソト国防軍の経歴を考慮して、将来の構成、規模、役割について議論を始めた。